# Karin (Street Fighter)
Karin Kanzuki is een personage dat voorkomt in de computerspellen van Capcoms Street Fighter-reeks. Het eerste spel waarin dit personage voorkwam was Street Fighter Alpha 3.

## Voorkomen
Karin draagt net als Sakura Kasugano een seifuku, een Japans schooluniform. Ze heeft enorme blonde pijpenkrullen en draagt soms een blauwe strik achterop haar hoofd. Haar bloedgroep is B.

## Achtergrond
Karin ziet zichzelf als de rivale van medescholiere Sakura omdat deze haar ooit verslagen heeft. Ze gebruikt de vechtkunst Kanzukiryu kakutoujutsu - in feite een voor Street Fighter bedachte stijl - in plaats van de liquidatietechniek ansatsuken die Sakura hanteert. Karin is een verwaande telg uit een rijke familie en wendt het familiefortuin aan om haar nu rondreizende rivale te vinden en opnieuw uit te dagen. Uiteindelijk vindt ze Sakura en verslaat haar. Pas dan realiseert Karin zich dat haar overwinning stom geluk was en dat het vechten zelf belangrijker is dan het winnen dan wel verliezen van een gevecht.

## Citaten
- "How rude! You lack both manners and fighting ability!"
- "Someone of your breeding could never stand a chance against me!"
- "Would you like to be my servant? You may start right now!"

## Trivia
- Karin kwam het eerst voor in de op Street Fighter gebaseerde manga Sakura Ganbaru van Masahiko Nakahira. Hoewel ze oorspronkelijk geen deel uitmaakte van de groep Street Fighter-personages werd ze toegevoegd aan de spellen nadat Nakahira voor Capcom ging werken als personageontwerper.
- Net zoals Sakura kan worden gezien als een op Ryu gebaseerd personage kan Karin doorgaan voor een jongere, vrouwelijke versie van Ken, zowel wat uiterlijk betreft als de rivaliteit met Sakura.
- Karin is R. Mika's sponsor.
- In de spelcomputerversie van Street Fighter Alpha 3 werd haar achtergrond veranderd van een avondversie van Sakura's stage in een zeiljacht-achtergrond.
- Karin is een speelbaar personage in het computerspel Namco x Capcom, waarin ze samen met Sakura in teamverband vecht.
- Haar stem werd ingesproken door Miho Yamada.

Abel · 
Adon · 
Akuma · 
Alex · 
Balrog · 
Birdie · 
Blanka · 
Cammy · 
Charlie · 
Chun-Li · 
Cody · 
Crimson Viper · 
Dan · 
Dee Jay · 
Dhalsim · 
De Dolls · 
Dudley · 
Eagle · 
E. Honda · 
Elena · 
El Fuerte · 
Fei Long · 
Gen · 
Gill · 
Gouken · 
Guile · 
Guy · 
Hakan · 
Hugo · 
Ibuki · 
Ingrid · 
Juri · 
Karin · 
Ken · 
M. Bison · 
Makoto · 
Necro · 
Oni · 
Oro · 
Poison · 
R. Mika · 
Remy · 
Rolento · 
Rose · 
Rufus · 
Ryu · 
Sagat · 
Sakura · 
Sean · 
Seth · 
T. Hawk · 
Twelve · 
Urien · 
Vega · 
Yang · 
Yun · 
Zangief